# Frankrijk op de Olympische Zomerspelen 2000
Frankrijk nam deel aan de Olympische Zomerspelen 2000 in Sydney, Australië. Het land won in totaal achtendertig medailles, waarvan dertien gouden.

## Medailleoverzicht
| Sport            | Olympiër(s) | Onderdeel                     | Medaille |
| ---------------- | --- | ----------------------------- | -------- |
| Boksen           | Brahim Asloum | -48kg (m)                     | Goud     |
| Judo             | David Douillet | +100kg (m)                    | Goud     |
| Judo             | Séverine Vandenhende | -63kg (m)                     | Goud     |
| Kanovaren        | Tony Estanguet | C-1 slalom (m)                | Goud     |
| Roeien           | Michel Andrieux Jean-Christophe Rolland | twee-zonder (m)               | Goud     |
| Roeien           | Jean-Christophe Bette Xavier Dorfman Yves Hocdé Laurent Porchier | vier-zonder (m)               | Goud     |
| Schermen         | Jean-Noël Ferrari Brice Guyart Patrice Lhotellier Lionel Plumenail | floret team (m)               | Goud     |
| Schietsport      | Franck Dumoulin | 10m luchtpistool (m)          | Goud     |
| Wielersport      | Florian Rousseau | keirin (m)                    | Goud     |
| Wielersport      | Florian Rousseau Laurent Gané Arnaud Tournant | teamsprint (m)                | Goud     |
| Wielersport      | Félicia Ballanger | tijdrit (v)                   | Goud     |
| Wielersport      | Félicia Ballanger | sprint (v)                    | Goud     |
| Wielersport      | Miguel Martinez | mountainbike (m)              | Goud     |
| Basketbal        | Jim Bilba Crawford Palmer Yann Bonato Antoine Rigaudeau Makan Dioumassi Stéphane Risacher Laurent Foirest Laurent Sciarra Thierry Gadou Moustapha Sonko Cyril Julian Frédéric Weis | mannen                        | Zilver   |
| Gymnastiek       | Éric Poujade | Paard voltige (m)             | Zilver   |
| Gymnastiek       | Benjamin Varonian | rekstok (m)                   | Zilver   |
| Judo             | Larbi Benboudaoud | -66kg (m)                     | Zilver   |
| Judo             | Céline Lebrun | -78kg (v)                     | Zilver   |
| Kanovaren        | Brigitte Guibal | K-1 slalom (v)                | Zilver   |
| Schermen         | Hugues Obry | degen (m)                     | Zilver   |
| Schermen         | Jean-François Di Martino Hugues Obry Éric Srecki | degen team (m)                | Zilver   |
| Schermen         | Mathieu Gourdain | sabel (m)                     | Zilver   |
| Schermen         | Mathieu Gourdain Julien Pillet Cédric Séguin Damien Touya | sabel team (m)                | Zilver   |
| Schietsport      | Delphine Racinet | trap (v)                      | Zilver   |
| Wielersport      | Florian Rousseau | sprint (m)                    | Zilver   |
| Wielersport      | Marion Clignet | individuele achtervolging (m) | Zilver   |
| Zwemmen          | Roxana Maracineanu | 200m rugslag (m)              | Zilver   |
| Boksen           | Jérôme Thomas | -51kg (m)                     | Brons    |
| Judo             | Frédéric Demontfaucon | -90kg (m)                     | Brons    |
| Judo             | Stéphane Traineau | -100kg (m)                    | Brons    |
| Kanovaren        | Anne-Lise Bardet | K-1 slalom (v)                | Brons    |
| Roeien           | Thibaud Chapelle Pascal Touron | lichte dubbel-twee (m)        | Brons    |
| Schermen         | Laura Flessel-Colovic | degen (v)                     | Brons    |
| Synchroonzwemmen | Virginie Dedieu Myriam Lignot | duet                          | Brons    |
| Taekwondo        | Pascal Gentil | +80kg (m)                     | Brons    |
| Tafeltennis      | Patrick Chila Jean-Philippe Gatien | dubbelspel (m)                | Brons    |
| Tennis           | Arnaud Di Pasquale | enkelspel (m)                 | Brons    |
| Wielersport      | Jeannie Longo | tijdrit (v)                   | Brons    |

## Deelnemers en resultaten

### Atletiek
| Olympiër                                                                                | Onderdeel                | Resultaat | Prestatie                                                                                       |
| --------------------------------------------------------------------------------------- | ------------------------ | --------- | ----------------------------------------------------------------------------------------------- |
| David Patros                                                                            | 100m (m)                 | 25e       | serie 2: 5e in 10,38 kwartfinale 3: 6e in 10,33                                                 |
| Marc Raquil                                                                             | 400m (m)                 | 20e       | serie 4: 3e in 45,72 kwartfinale 4: 4e in 45,56                                                 |
| Ibrahima Wade                                                                           | 400m (m)                 | 22e       | serie 7: 3e in 45,72 kwartfinale 2: 5e in 45,61                                                 |
| Mehdi Baala                                                                             | 1500m (m)                | 4e        | serie 2: 1e in 3.40,35 halve finale 2: 4e in 3.38,15 finale: 4e in 3.34,14                      |
| Driss Maazouzi                                                                          | 1500m (m)                | 11e       | serie 3: 6e in 3.38,88 halve finale 1: 5e in 3.40,23 finale: 11e in 3.45,46                     |
| Mustapha Essaid                                                                         | 5000m (m)                | 22e       | serie 2: 13e in 13.40,82                                                                        |
| Jean-Marc Grava                                                                         | 110m horden (m)          | 33e       | serie 3: 4e in 14,01 kwartfinale 4: 8e in 14,47                                                 |
| Gael Pencreach                                                                          | 3000m steeplechase (m)   | 14e       | serie 2: 6e in 8.25,35 finale: 14e in 8.41,19                                                   |
| Bouabdellah Tahri                                                                       | 3000m steeplechase (m)   | 22e       | serie 1: 6e in 8.34,69                                                                          |
| Christophe Cheval Needy Guims Frederic Krantz David Patros Jerome Eyana                 | 4x100m (m)               | 5e        | serie 3: 1e in 39,00 halve finale 1: 3e in 38,64 finale: 5e in 38,49                            |
| Emmanuel Front Marc Foucan Marc Raquil Ibrahima Wade Pierre-Marie Hilaire Bruno Wavelet | 4x400m (m)               | 4e        | serie 1: 3e in 3.04,45 halve finale 1: 4e in 3.00,64 finale: 4e in 3.01,02                      |
| Abdellah Béhar                                                                          | marathon (m)             | DNF       | niet gefinisht                                                                                  |
| Mohamed Ouaadi                                                                          | marathon (m)             | 8e        | 2:14.04                                                                                         |
| Anthony Gillet                                                                          | 20km snelwandelen (m)    | 33e       | 1:27.36                                                                                         |
| Sylvain Caudron                                                                         | 50km snelwandelen (m)    | 29e       | 4:03.22                                                                                         |
| Denis Langlois                                                                          | 50km snelwandelen (m)    | 14e       | 3:52.56                                                                                         |
| René Piller                                                                             | 50km snelwandelen (m)    | DNF       | niet gefinisht                                                                                  |
| Ronald Servius                                                                          | verspringen (m)          | 28e       | kwalificatie groep A: 14e met 7,66m                                                             |
| Cheikh Tidiane Toure                                                                    | verspringen (m)          | 20e       | kwalificatie groep A: 8e met 7,87m                                                              |
| Colomba Fofana                                                                          | hink-stap-springen (m)   | 36e       | kwalificatie groep A: 17e met 14,59m                                                            |
| Jean Galfione                                                                           | polsstokhoogspringen (m) | 16e       | kwalificatie groep A: 9e met 5,55m                                                              |
| Romain Mesnil                                                                           | polsstokhoogspringen (m) | 31e       | kwalificatie groep B: 18e met 5,40m                                                             |
| David Chaussinand                                                                       | kogelslingeren (m)       | 11e       | kwalificatie groep B: 2e met 77,12m finale: 11e met 75,26m                                      |
| Gilles Dupray                                                                           | kogelslingeren (m)       | 19e       | kwalificatie groep A: 10e met 75,05m                                                            |
| Christophe Épalle                                                                       | kogelslingeren (m)       | 23e       | kwalificatie groep B: 12e met 74,22m                                                            |
| Wilfrid Boulineau                                                                       | tienkamp (v)             | 20e       | 7821 punten                                                                                     |
| Laurent Hernu                                                                           | tienkamp (v)             | 19e       | 7909 punten                                                                                     |
| Sebastien Levicq                                                                        | tienkamp (v)             | DNF       | niet gefinisht                                                                                  |
|                                                                                         |                          |           |                                                                                                 |
| Christine Arron                                                                         | 100m (v)                 | 14e       | serie 2: 1e in 11,42 kwartfinale 1: 4e in 11,26 halve finale 1: 7e in 11,42                     |
| Sandra Citte                                                                            | 100m (v)                 | 29e       | serie 6: 2e in 11,47 kwartfinale 3: 8e in 11,63                                                 |
| Muriel Hurtis                                                                           | 200m (v)                 | 12e       | serie 2: 2e in 23,04 kwartfinale 3: 4e in 22,98 halve finale 2: 7e in 23,13                     |
| Marie-José Pérec                                                                        | 400m (v)                 | 12e       | serie 5: niet gefinisht                                                                         |
| Yamna Belkacem                                                                          | 5000m (v)                | 39e       | serie 1: 12e in 16.08,49                                                                        |
| Fatima Yvelain                                                                          | 10000m (v)               | 28e       | serie 2: 14e in 33.44,48                                                                        |
| Linda Ferga                                                                             | 100m horden (v)          | 7e        | serie 1: 2e in 12,89 kwartfinale 3: 2e in 22,88 halve finale 1: 3e in 12,87 finale: 7e in 13,11 |
| Patricia Girard                                                                         | 100m horden (v)          | 21e       | serie 5: 4e in 13,11 kwartfinale 1: 6e in 13,43                                                 |
| Nicole Ramalalanirina                                                                   | 100m horden (v)          | 6e        | serie 4: 2e in 12,90 kwartfinale 2: 3e in 12,79 halve finale 1: 1e in 12,77 finale: 6e in 12,91 |
| Christine Arron Sandra Citte Fabe Dia Linda Ferga Muriel Hurtis                         | 4x100m (m)               | 4e        | serie 1: 1e in 43,23 halve finale 2: 2e in 42,42 finale: 4e in 42,42                            |
| Nora Leksir                                                                             | 20km snelwandelen (v)    | 22e       | 1:35.29                                                                                         |
| Fatiha Ouali                                                                            | 20km snelwandelen (v)    | 23e       | 1:35.35                                                                                         |
| Caroline Ammel                                                                          | polsstokhoogspringen (v) | 17e       | kwalificatie groep A: 8e met 4,15m                                                              |
| Marie Poissonnier                                                                       | polsstokhoogspringen (v) | 18e       | kwalificatie groep B: 10e met 4,15m                                                             |
| Laurence Manfredi                                                                       | kogelstoten (v)          | 20e       | kwalificatie groep A: 11e met 16,57m                                                            |
| Melina Robert-Michon                                                                    | discuswerpen (v)         | 29e       | kwalificatie groep A: 13e met 54,11m                                                            |
| Nadine Auzeli                                                                           | speerwerpen (v)          | 29e       | kwalificatie groep A: 14e met 53,85m                                                            |
| Manuela Montebrun                                                                       | kogelslingeren (v)       | 24e       | kwalificatie groep B: 11e met 57,77m                                                            |
| Eunice Barber                                                                           | zevenkamp (v)            | DNF       | niet gefinisht                                                                                  |
| Nathalie Teppe                                                                          | zevenkamp (v)            | 19e       | 5851 punten                                                                                     |

### Badminton
| Olympiër        | Onderdeel     | Resultaat | Prestatie                                                                          |
| --------------- | ------------- | --------- | ---------------------------------------------------------------------------------- |
| Bertrand Gallet | enkelspel (m) | 17e       | 1e ronde: W van POR Vasconcelos: 15-7, 15-9 2e ronde: V van KOR Hwang: 7-15, 12-15 |
|                 |               |           |                                                                                    |
| Sandra Dimbour  | enkelspel (v) | 17e       | 1e ronde: vrij 2e ronde: V van INA Djaelawijaya: 1-11, 6-11                        |
| Tatiana Vattier | enkelspel (v) | 33e       | 1e ronde: V van JPN Yonekura: 2-11, 3-11                                           |

### Basketbal

#### Mannen
| Olympiër | Onderdeel | Resultaat | Prestatie |
| --- | --------- | --------- | --- |
| Jim Bilba Yann Bonato Makan Dioumassi Fabien Dubos Laurent Foirest Thierry Gadou David Gauthier Cyril Julian Crawford Palmer Laurent Pluvy Antoine Rigaudeau Stéphane Risacher Dwayne Scholten Laurent Sciarra Moustapha Sonko Frédéric Weis | mannen    | Zilver    | groep A: 4e W van Nieuw-Zeeland: 76-50 V van Litouwen: 63-81 W van China: 82-70 V van Italië: 57-67 V van Verenigde Staten: 94-106 kwartfinale: W van Canada: 68-63 halve finale: W van Australië: 76-52 finale: V van Verenigde Staten: 75-85 |

| Groep A |                  |             |             |             |        |        |        |        |
| #       | Land             | Wedstrijden | Wedstrijden | Wedstrijden | Punten | Punten | Punten | Punten |
| #       | Land             | G           | W           | V           | V      | T      | Saldo  | Punten |
| 1       | Verenigde Staten | 5           | 5           | 0           | 505    | 359    | +146   | 10     |
| 2       | Italië           | 5           | 3           | 2           | 332    | 349    | -17    | 8      |
| 3       | Litouwen         | 5           | 3           | 2           | 372    | 339    | +33    | 8      |
| 4       | Frankrijk        | 5           | 2           | 3           | 372    | 374    | -2     | 7      |
| 5       | China            | 5           | 2           | 3           | 368    | 419    | -51    | 7      |
| 6       | Nieuw-Zeeland    | 5           | 0           | 5           | 307    | 416    | -109   | 5      |

| Ronde        | Datum  | Plaats           | Land   | Score            | Land |
| ------------ | ------ | ---------------- | ------ | ---------------- | ---- |
| Groepsfase   |        |                  |        |                  |      |
| 17 september | Sydney | Frankrijk        | 76-50  | Nieuw-Zeeland    |      |
| 19 september | Sydney | Litouwen         | 81-63  | Frankrijk        |      |
| 21 september | Sydney | China            | 70-82  | Frankrijk        |      |
| 23 september | Sydney | Frankrijk        | 57-67  | Italië           |      |
| 25 september | Sydney | Frankrijk        | 94-106 | Verenigde Staten |      |
| Kwartfinale  |        |                  |        |                  |      |
| 28 september | Sydney | Canada           | 63-68  | Frankrijk        |      |
| Halve finale |        |                  |        |                  |      |
| 29 september | Sydney | Australië        | 52-76  | Frankrijk        |      |
| Finale       |        |                  |        |                  |      |
| 1 oktober    | Sydney | Verenigde Staten | 85-75  | Frankrijk        |      |

#### Vrouwen
| Olympiër | Onderdeel | Resultaat | Prestatie |
| --- | --------- | --------- | --- |
| Nicole Antibe Lucienne Berthieu Johanna Boutet Sabine Falcoz Isabelle Fijalkowski Edwige Lawson Sandra Le Drean Nathalie Lesdema Isabelle Marcin Catherine Melain Laëtitia Moussard Audrey Sauret Laure Savasta Yannick Souvré Dominique Tonnerre Stéphanie Vivenot | vrouwen   | 5e        | groep A: 2e W van Zweden: 75-39 W van Slowakije: 58-51 W van Canada: 70-58 W van Brazilië: 73-70 V van Australië: 62-69 kwartfinale: V van Zuid-Korea: 58-69 5-6e plek: W van Rusland: 71-59 |

| Groep A |           |             |             |             |            |            |            |        |
| #       | Land      | Wedstrijden | Wedstrijden | Wedstrijden | Doelpunten | Doelpunten | Doelpunten | Punten |
| #       | Land      | G           | W           | V           | V          | T          | Saldo      | Punten |
| 1       | Australië | 5           | 5           | 0           | 394        | 274        | +120       | 10     |
| 2       | Frankrijk | 5           | 4           | 1           | 338        | 287        | +51        | 9      |
| 3       | Brazilië  | 5           | 2           | 3           | 358        | 353        | +5         | 7      |
| 4       | Slowakije | 5           | 2           | 3           | 294        | 282        | +12        | 7      |
| 5       | Canada    | 5           | 2           | 3           | 313        | 317        | -4         | 7      |
| 6       | Senegal   | 5           | 0           | 5           | 199        | 383        | -184       | 5      |

| Ronde        | Datum  | Plaats    | Land  | Score      | Land |
| ------------ | ------ | --------- | ----- | ---------- | ---- |
| Groepsfase   |        |           |       |            |      |
| 16 september | Sydney | Frankrijk | 75-39 | Zweden     |      |
| 18 september | Sydney | Frankrijk | 58-51 | Slowakije  |      |
| 20 september | Sydney | Frankrijk | 70-58 | Canada     |      |
| 22 september | Sydney | Frankrijk | 73-70 | Brazilië   |      |
| 24 september | Sydney | Australië | 69-62 | Frankrijk  |      |
| Kwartfinale  |        |           |       |            |      |
| 27 september | Sydney | Frankrijk | 58-69 | Zuid-Korea |      |
| 5-6e plek    |        |           |       |            |      |
| 29 september | Sydney | Frankrijk | 71-59 | Rusland    |      |

### Boogschieten
| Olympiër                                         | Onderdeel       | Resultaat | Prestatie |
| ------------------------------------------------ | --------------- | --------- | --- |
| Jocelyn de Grandis                               | individueel (m) | 17e       | plaatsingsronde: 25e met 632 punten 1e ronde: W van RUS Leontiev: 171-163 2e ronde: V van AUS Fairweather: 150-161                                                                             |
| Sébastien Flute                                  | individueel (m) | 5e        | plaatsingsronde: 52e met 603 punten 1e ronde: W van TUR Satir: 160-156 2e ronde: W van NOR Nesteng: 160-148 3e ronde: W van NED van Zutphen: 166-159 kwartfinale: V van NED van Alten: 102-106 |
| Lionel Torres                                    | individueel (m) | 5e        | plaatsingsronde: 11e met 639 punten 1e ronde: V van GER Stubbe: 161-163 |
| Jocelyn de Grandis Sébastien Flute Lionel Torres | team (m)        | 9e        | plaatsingsronde: 11e met 1874 punten 1e ronde: V van Italië: 239-250 |
|                                                  |                 |           | |
| Alexandra Fouace                                 | individueel (v) | 33e       | plaatsingsronde: 42e met 619 punten 1e ronde: V van GER Mensing: 149-157 |
| Sylvie Pissis                                    | individueel (v) | 33e       | plaatsingsronde: 35e met 625 punten 1e ronde: V van TPE Wen: 149-151 |

### Beachvolleybal
| Olympiër                                | Onderdeel | Resultaat | Prestatie                                                                              |
| Beach                                   | Beach     | Beach     | Beach                                                                                  |
| --------------------------------------- | --------- | --------- | -------------------------------------------------------------------------------------- |
| Jean-Philippe Jodard Christian Penigaud | mannen    | 19e       | voorronde: V van CAN Child/Heese: 5-15 herkansingen: V van USA Wong/Heidger: 2-15      |
|                                         |           |           |                                                                                        |
| Anabelle Prawerman Cécile Rigaux        | vrouwen   | 9e        | voorronde: W van GER Friedrichsen/Müsch: 16-14 2e ronde: V van AUS Gooley/Manser: 3-15 |

### Boksen
| Olympiër        | Onderdeel   | Resultaat | Prestatie |
| --------------- | ----------- | --------- | --- |
| Brahim Asloum   | -48kg (m)   | Goud      | 1e ronde: W van RUS Kazakov: 12-6 2e ronde: W van USA Viloria: 6-4 kwartfinale: W van KOR Kim: 12-8 halve finale: W van CUB Romero: 13-12 finale: W van ESP Lozano: 23-10   |
| Jérôme Thomas   | -51kg (m)   | Brons     | 1e ronde: W van AUS Wiltshire: 13-1 2e ronde: W van BUR Tou: scheidsrechterlijke beslissing kwartfinale: W van USA Navarro: 23-12 halve finale: V van KAZ Zhumadilov: 12-23 |
| Rachid Bouaita  | -54kg (m)   | 17e       | 1e ronde: V van RUS Malakhbekov: scheidsrechterlijke beslissing |
| Abdel Jebahi    | -60kg (m)   | 17e       | 1e ronde: V van TUR Palyani: 5-14 |
| Willy Blain     | -63,5kg (m) | 9e        | 1e ronde: vrij 2e ronde: V van CUB Luna: 14-25 |
| Frédéric Esther | -71kg (m)   | 5e        | 1e ronde: W van RUS Mishin: 16-11 2e ronde: W van TUR Karagollu: 18-16 kwartfinale: V van ROU Simion: scheidsrechterlijke beslissing                                        |
| John Dovi       | -81kg (m)   | 5e        | 1e ronde: W van BAR Cox: 14-10 2e ronde: W van KGZ Katulievsky: scheidsrechterlijke beslissing kwartfinale: V van RUS Lebziak: 11-13                                        |
| Jackson Chanet  | -91kg (m)   | 5e        | 1e ronde: W van ALG Azzaoui: scheidsrechterlijke beslissing kwartfinale: V van RUS Ibragimov: 13-18                                                                         |

### Gewichtheffen
| Olympiër             | Onderdeel | Resultaat | Prestatie                                                      |
| -------------------- | --------- | --------- | -------------------------------------------------------------- |
| Eric Bonnel          | -56kg (m) | 14e       | trekken: 13e met 112,5kg stoten: 14e met 140kg totaal: 252,5kg |
| Samson N'Dicka-Matam | -62kg (m) | 12e       | trekken: 12e met 125kg stoten: 11e met 160kg totaal: 285kg     |
|                      |           |           |                                                                |
| Sabrina Richard      | -48kg (v) | 8e        | trekken: 8e met 70kg stoten: 8e met 87,5kg totaal: 157,5kg     |

### Gymnastiek
| Olympiër                                                                                                 | Onderdeel                | Resultaat | Prestatie                                                         |
| Ritmisch                                                                                                 | Ritmisch                 | Ritmisch  | Ritmisch                                                          |
| --- | ------------------------ | --------- | ----------------------------------------------------------------- |
| Eva Serrano                                                                                              | individueel (v)          | 5e        | kwalificatie: 4e met 39,483 punten finale: 5e met 39,390 punten   |
| Anne-Sophie Doyen Anne-Laure Klein Anne-Sophie Lavoine Laetitia Mancieri Magalie Poisson Vanessa Sauzede | individueel (v)          | 9e        | kwalificatie: 9e met 37,900 punten                                |
| Trampoline                                                                                               |                          |           |                                                                   |
| David Martin                                                                                             | mannen                   | 4e        | 38,80 punten                                                      |
| Turnen                                                                                                   |                          |           |                                                                   |
| Yann Cucherat                                                                                            | brug (m)                 | 6e        | kwalificatie: 4e met 9,712 punten finale: 6e met 9,725 punten     |
| Eric Poujade                                                                                             | paard met bogen (m)      | Zilver    | kwalificatie: 3e met 9,787 punten finale: 2e met 9,825 punten     |
| Benjamin Varonian                                                                                        | rekstok (m)              | Zilver    | kwalificatie: 8e met 9,737 punten finale: 2e met 9,787 punten     |
| Yann Cucherat                                                                                            | individuele meerkamp (m) | 15e       | kwalificatie: 23e met 56,323 punten finale: 15e met 56,923 punten |
| Dimitri Karbanenko                                                                                       | individuele meerkamp (m) | 15e       | kwalificatie: 21e met 56,424 punten finale: 15e met 56,961 punten |
| Benjamin Varonian                                                                                        | individuele meerkamp (m) | 20e       | kwalificatie: 27e met 56,161 punten finale: 20e met 56,361 punten |
| Eric Casimir Yann Cucherat Dimitri Karbanenko Florent Maree Eric Poujade Benjamin Varonian               | meerkamp team (m)        | 10e       | kwalificatie: 10e met 225,469 punten                              |
| |                          |           |                                                                   |
| Elvire Teza                                                                                              | brug (v)                 | 8e        | kwalificatie: 9e met 9,700 punten finale: 8e met 9,512 punten     |
| Nelly Ramassamy                                                                                          | individuele meerkamp (v) | 29e       | kwalificatie: 35e met 37,024 punten finale: 29e met 36,592 punten |
| Delphine Regease                                                                                         | individuele meerkamp (v) | 24e       | kwalificatie: 24e met 37,549 punten finale: 24e met 37,049 punten |
| Alexandra Soler                                                                                          | individuele meerkamp (v) | 30e       | kwalificatie: 30e met 37,218 punten finale: 30e met 36,498 punten |
| Anne-Sophie Endeler Ludivine Furnon Nelly Ramassamy Delphine Regease Alexandra Soler Elvire Teza         | meerkamp team (v)        | 10e       | kwalificatie: 8e met 150,084 punten                               |

### Handbal

#### Mannen
| Olympiër | Onderdeel | Resultaat | Prestatie |
| --- | --------- | --------- | --- |
| Grégory Anquetil Cédric Burdet Patrick Cazal Didier Dinart Jérôme Fernandez Christian Gaudin Bertrand Gille Guillaume Gille Olivier Girault Andrej Golic Stéphane Joulin Guéric Kervadec Bernard Latchimy Bruno Martini Thierry Omeyer Stéphane Plantin Laurent Puigségur Jackson Richardson Marc Wiltberger | mannen    | 6e        | groep B: 2e G van Slovenië: 24-24 W van Tunesië: 20-17 W van Spanje: 25-23 V van Zweden: 23-24 W van Australië: 28-16 kwartfinale: V van Joegoslavië: 21-26 5-8e plek: W van Slovenië: 29-22 5-6e plek: V van Duitsland: 22-25 |

| Groep B |           |             |             |             |             |            |            |            |        |
| #       | Land      | Wedstrijden | Wedstrijden | Wedstrijden | Wedstrijden | Doelpunten | Doelpunten | Doelpunten | Punten |
| #       | Land      | G           | W           | G           | V           | V          | T          | Saldo      | Punten |
| 1       | Zweden    | 5           | 5           | 0           | 0           | 155        | 121        | +34        | 10     |
| 2       | Frankrijk | 5           | 3           | 1           | 1           | 120        | 104        | +16        | 7      |
| 3       | Spanje    | 5           | 3           | 0           | 2           | 144        | 126        | +18        | 6      |
| 4       | Slovenië  | 5           | 2           | 1           | 2           | 137        | 127        | +10        | 5      |
| 5       | Tunesië   | 5           | 0           | 1           | 4           | 111        | 117        | -6         | 2      |
| 6       | Australië | 5           | 0           | 0           | 5           | 106        | 178        | -72        | 0      |

| Ronde        | Datum  | Plaats    | Land  | Score       | Land |
| ------------ | ------ | --------- | ----- | ----------- | ---- |
| Groepsfase   |        |           |       |             |      |
| 16 september | Sydney | Frankrijk | 24-24 | Slovenië    |      |
| 18 september | Sydney | Tunesië   | 17-20 | Frankrijk   |      |
| 20 september | Sydney | Spanje    | 23-25 | Frankrijk   |      |
| 22 september | Sydney | Frankrijk | 23-24 | Zweden      |      |
| 24 september | Sydney | Frankrijk | 28-16 | Australië   |      |
| Kwartfinale  |        |           |       |             |      |
| 26 september | Sydney | Frankrijk | 21-26 | Joegoslavië |      |
| 5-8e plek    |        |           |       |             |      |
| 29 september | Sydney | Slovenië  | 22-29 | Frankrijk   |      |
| Kwartfinale  |        |           |       |             |      |
| 30 september | Sydney | Frankrijk | 22-25 | Duitsland   |      |

#### Vrouwen
| Olympiër | Onderdeel | Resultaat | Prestatie |
| --- | --------- | --------- | --- |
| Valérie Nicolas Marie-Annick Dezert Joanne Dudziak Sonia Cendier Estelle Vogein Leïla Lejeune Sandrine Mariot-Delerce Nodjialem Myarao Véronique Pecqueux-Rolland Christelle Joseph-Mathieu Raphaëlle Tervel Stéphanie Cano Isabelle Wendling Chantal Maio Stéphanie Ludwig Melinda Szabo Myriam Korfanty Nathalie Selembarom Leïsa Lerus | vrouwen   | 6e        | groep A: 3e V van Zuid-Korea: 18-25 V van Hongarije: 22-23 W van Angola: 29-27 W van Roemenië: 21-18 kwartfinale: V van Denemarken: 26-28 5-8e plek: W van Brazilië: 32-23 5-6e plek: V van Oostenrijk: 32-33 |

| Groep A |            |             |             |             |             |            |            |            |        |
| #       | Land       | Wedstrijden | Wedstrijden | Wedstrijden | Wedstrijden | Doelpunten | Doelpunten | Doelpunten | Punten |
| #       | Land       | G           | W           | G           | V           | V          | T          | Saldo      | Punten |
| 1       | Zuid-Korea | 4           | 4           | 0           | 0           | 131        | 100        | +31        | 8      |
| 2       | Hongarije  | 4           | 2           | 1           | 1           | 119        | 106        | +13        | 5      |
| 3       | Frankrijk  | 4           | 2           | 0           | 2           | 90         | 93         | -3         | 4      |
| 4       | Roemenië   | 4           | 1           | 1           | 2           | 99         | 101        | -2         | 3      |
| 5       | Angola     | 4           | 0           | 0           | 4           | 98         | 137        | -39        | 0      |

| Ronde        | Datum  | Plaats     | Land  | Score      | Land |
| ------------ | ------ | ---------- | ----- | ---------- | ---- |
| Groepsfase   |        |            |       |            |      |
| 17 september | Sydney | Zuid-Korea | 25-18 | Frankrijk  |      |
| 19 september | Sydney | Frankrijk  | 22-23 | Hongarije  |      |
| 23 september | Sydney | Angola     | 27-29 | Frankrijk  |      |
| 25 september | Sydney | Frankrijk  | 21-18 | Roemenië   |      |
| Kwartfinale  |        |            |       |            |      |
| 28 september | Sydney | Frankrijk  | 26-28 | Denemarken |      |
| 5-8e plek    |        |            |       |            |      |
| 30 september | Sydney | Brazilië   | 23-32 | Frankrijk  |      |
| 5-6e plek    |        |            |       |            |      |
| 1 oktober    | Sydney | Frankrijk  | 32-33 | Oostenrijk |      |

### Judo
| Olympiër              | Onderdeel  | Resultaat | Prestatie |
| --------------------- | ---------- | --------- | --- |
| Eric Despezelle       | -60kg (m)  | 17e       | 1e ronde: vrij 2e ronde: W van MAR Chorfi: waza-ari 3e ronde: V van MDA Kurdgelashvii: yuko |
| Larbi Benboudaoud     | -66kg (m)  | Zilver    | 1e ronde: W van KOR Han: ippon 2e ronde: W van GUA Quintanal: ippon 3e ronde: W van GBR Somerville: yuko kwartfinale: W van JPN Uematsu: ippon halve finale: W van ITA Giovinazzo: ippon finale: V van TUR Özkan: ippon |
| Ferrid Kheder         | -73kg (m)  | 7e        | 1e ronde: V van BLR Larykov: ippon herkansingen: W van PER Velasco: yuko herkansingen 2: W van UKR Bilodid: ippon herkansingen 3: V van LAT Zelonijs: ippon                                                             |
| Djamel Bouras         | -81kg (m)  | 4e        | 1e ronde: W van NED Arens: ippon 2e ronde: W van CUB Arteaga: ippon kwartfinale: W van PRK Kwak: ippon halve finale: V van JPN Takimoto: waza-ari bronzen finale: V van EST Budolin: yuko                               |
| Frédéric Demontfaucon | -90kg (m)  | Brons     | 1e ronde: W van UKR Mashurenko: waza-ari 2e ronde: W van PUR Santiago: yuko kwartfinale: W van ARG Costa: ippon halve finale: V van BRA Honorato: waza-ari bronzen finale: W van AZE Salimov: ippon                     |
| Stéphane Traineau     | -100kg (m) | Brons     | 1e ronde: W van RUS Styopkin: ippon 2e ronde: W van ALG Belgroun: waza-ari kwartfinale: W van USA Hand: ippon halve finale: V van CAN Gill: yuko bronzen finale: W van ISR Ze'evi: ippon                                |
| David Douillet        | +100kg (m) | Goud      | 1e ronde: W van VEN Cardozo 2e ronde: W van TUR Tataroğlu: ippon kwartfinale: W van BEL Van Barneveld: ippon halve finale: W van EST Pertelson: ippon finale: W van JPN Shinohara: yuko                                 |
|                       |            |           | |
| Sarah Nichollo-Rosso  | -48kg (v)  | 7e        | 1e ronde: V van PRK Cha: ippon herkansingen: W van TKM Atayeva: ippon herkansingen 2: V van CHN Zhao: ippon |
| Laetitia Tignola      | -52kg (v)  | 17e       | 1e ronde: W van CMR Abolo: ippon 2e ronde: V van AUS Sullivan: yuko |
| Barbara Harel         | -57kg (v)  | 7e        | 1e ronde: W van MLT Pace: ippon 2e ronde: V van CUB Gonzalez: ippon herkansingen: W van BEL Lomba: ippon herkansingen 2: V van ITA Cavazutti: ippon                                                                     |
| Séverine Vandenhende  | -63kg (v)  | Goud      | 1e ronde: W van KOR Jung: ippon 2e ronde: W van CAN Roberge: ippon kwartfinale: W van USA Schutz: ippon halve finale: W van GER von Rekowski: waza-ari finale: W van CHN Li: yuko                                       |
| Karine Rambault       | -70kg (v)  | 21e       | 1e ronde: V van GER Wansart: ippon |
| Céline Lebrun         | -78kg (v)  | Zilver    | 1e ronde: vrij 2e ronde: W van ESP San Miguel: ippon kwartfinale: W van KOR Lee halve finale: W van CUB Luna finale: V van CHN Tang: yuko                                                                               |
| Christine Cicot       | +78kg (v)  | 4e        | 1e ronde: vrij 2e ronde: W van GBR Bryant: yuko kwartfinale: V van GER Köppen: ippon herkansingen: W van EGY Hefny: waza-ari herkansingen 2: W van BRA Marques: waza-ari bronzen finale: V van JPN Yamashita: ippon     |

### Kanovaren
| Olympiër                                                        | Onderdeel     | Resultaat | Prestatie                                                                     |
| Slalom                                                          | Slalom        | Slalom    | Slalom                                                                        |
| --------------------------------------------------------------- | ------------- | --------- | ----------------------------------------------------------------------------- |
| Tony Estanguet                                                  | C-1 (m)       | 4e        | voorronde: 6e met 269,29 finale: 4e met 238,42                                |
| Emmanuel Brugvin                                                | C-1 (m)       | Goud      | voorronde: 2e met 263,41 finale: 1e met 231,87                                |
| Frank Adisson Wilfrid Forgues                                   | C-2 (m)       | 7e        | voorronde: 2e met 270,50 finale: 7e met 290,91                                |
| Laurent Burtz                                                   | K-1 (m)       | 8e        | voorronde: 8e met 257,47 finale: 8e met 227,63                                |
|                                                                 |               |           |                                                                               |
| Anne-Lise Bardet                                                | K-1 (v)       | Brons     | voorronde: 11e met 309,08 finale: 3e met 254,77                               |
| Brigitte Guibal                                                 | K-1 (v)       | Zilver    | voorronde: 4e met 292,62 finale: 2e met 251,88                                |
| Vlakwater                                                       |               |           |                                                                               |
| Eric le Leuch                                                   | C-1 500m (m)  | 15e       | serie 2: 7e in 1.53,934 halve finale: 9e in 1.56,907                          |
| Eric le Leuch                                                   | C-1 1000m (m) | 4e        | serie 2: 4e in 3.55,726 halve finale: 3e in 4.02,038 finale: 4e in 3.57,217   |
| Pierre Lubac                                                    | K-1 1000m (m) | 7e        | serie 3: 2e in 3.36,573 halve finale 3: 2e in 3.38,155 finale: 7e in 3.37,931 |
| Philippe Aubertin Babak Amir-Tahmasseb                          | K-2 500m (m)  | 4e        | serie 2: 3e in 1.32,902 halve finale 1: 3e in 1.32,597 finale: 4e in 1.48,921 |
| Philippe Aubertin Babak Amir-Tahmasseb                          | K-2 1000m (m) | 5e        | serie 2: 3e in 3.14,835 finale: 5e in 3.17,65                                 |
| Maxime Boccon Frederic Gauthier Stephane Gourichon Pierre Lubac | K-4 1000m (m) | 11e       | serie 1: 7e in 3.05,806 halve finale: 5e in 3.03,703                          |

### Moderne vijfkamp
| Olympiër           | Onderdeel | Resultaat | Prestatie   |
| ------------------ | --------- | --------- | ----------- |
| Olivier Clergeau   | mannen    | 8e        | 5217 punten |
| Sebastien Deleigne | mannen    | 4e        | 5326 punten |
|                    |           |           |             |
| Caroline Delemer   | vrouwen   | 10e       | 4992 punten |

### Roeien
| Olympiër                                                                | Onderdeel              | Resultaat | Prestatie                                                                                                |
| ----------------------------------------------------------------------- | ---------------------- | --------- | --- |
| Thibaud Chapelle Pascal Touron                                          | lichte dubbel-twee (m) | Brons     | serie 3: 1e in 6.32,73 halve finale 2: 1e in 6.21,32 finale: 3e in 6.24,85                               |
| Adrien Hardy Frédéric Kowal                                             | dubbel-twee (m)        | 7e        | serie 1: 3e in 6.32,39 herkansingen: 2e in 6.31,28 halve finale 2: 4e in 6.32,09 finale B: 1e in 6.20,72 |
| Michel Andrieux Jean-Christophe Rolland                                 | twee-zonder (m)        | Goud      | serie 1: 1e in 6.44,80 halve finale 1: 1e in 6.30,96 finale: 1e in 6.32,97                               |
| Samuel Barathay Yvan Deslavière Guillaume Jeannet Sébastien Vieilledent | dubbel-vier (m)        | 10e       | serie 2: 3e in 5.54,85 halve finale 1: 4e in 5.54,68 finale B: 4e in 5.55,41                             |
| Jean-Christophe Bette Xavier Dorfman Yves Hocdé Laurent Porchier        | lichte vier-zonder (m) | Goud      | serie 1: 1e in 6.09,32 halve finale 1: 2e in 6.00,85 finale: 1e in 6.01,68                               |
| Antoine Béghin Laurent Béghin Gilles Bosquet Daniel Fauché              | vier-zonder (m)        | 7e        | serie 3: 1e in 6.08,57 halve finale 1: 4e in 6.07,77 finale B: 1e in 6.01,29                             |
|                                                                         |                        |           | |
| Sophie Balmary                                                          | skiff (v)              | 9e        | serie 4: 3e in 7.45,13 herkansingen: 2e in 7.51,87 halve finale 2: 5e in 7.47,16 finale B: 3e in 7.34,23 |
| Christelle Fernandez-Schulte Benedicte Luzuy                            | lichte dubbel-twee (v) | 7e        | serie 1: 2e in 7.16,53 herkansingen: 2e in 7.11,46 halve finale 1: 4e in 7.09,32 finale B: 1e in 7.10,70 |
| Gaëlle Buniet Céline Garcia                                             | dubbel-twee (v)        | 8e        | serie 2: 3e in 7.15,39 herkansingen: 3e in 7.10,98 finale B: 2e in 7.04,73                               |

### Paardensport
| Olympiër                                                           | Onderdeel   | Resultaat | Prestatie                                                              |
| Eventing                                                           | Eventing    | Eventing  | Eventing                                                               |
| ------------------------------------------------------------------ | ----------- | --------- | ---------------------------------------------------------------------- |
| Jean-Lou Bigot                                                     | individueel | 12e       | 64,6 strafpunten                                                       |
| Rodolphe Scherer                                                   | individueel | 4e        | 46,4 strafpunten                                                       |
| Nicolas Touzaint                                                   | individueel | DNF       | niet gefinisht                                                         |
| Jean-Lou Bigot Jean-Luc Force Jean Teulere Didier Willefert        | team        | 10e       | 3000 strafpunten                                                       |
| Springconcours                                                     |             |           |                                                                        |
| Patrice Deleveau                                                   | individueel | 68e       | kwalificatie: 68e met 96 strafpunten                                   |
| Alexandra Ledermann                                                | individueel | 28e       | kwalificatie: 2e met 8 strafpunten finale: 28e met 36 strafpunten      |
| Thierry Pomel                                                      | individueel | 28e       | kwalificatie: 13e met 16,50 strafpunten finale: 28e met 36 strafpunten |
| Philippe Rozier                                                    | individueel | 32e       | kwalificatie: 21e met 21 strafpunten                                   |
| Patrice Deleveau Alexandra Ledermann Thierry Pomel Philippe Rozier | team        | 4e        | 24 strafpunten                                                         |

### Schermen
| Olympiër                                                                                   | Onderdeel       | Resultaat | Prestatie |
| ------------------------------------------------------------------------------------------ | --------------- | --------- | --- |
| Jean-François Di Martino                                                                   | degen (m)       | 17e       | 1e ronde: vrij 2e ronde: V van FRA Obry: 12-15 |
| Hugues Obry                                                                                | degen (m)       | Zilver    | 1e ronde: vrij 2e ronde: W van FRA Di Martino: 15-12 3e ronde: W van AUS Adams: 15-5 kwartfinale: W van SWE Vanky: 15-12 halve finale: W van SUI Fischer: 15-13 finale: V van RUS Kolobkov: 12-15              |
| Éric Srecki                                                                                | degen (m)       | 5e        | 1e ronde: vrij 2e ronde: W van AUT Marik: 15-10 3e ronde: W van UKR Horbachuk: 15-11 kwartfinale: V van KOR Lee: 14-15                                                                                         |
| Jean-François Di Martino Hugues Obry Éric Srecki                                           | degen team (m)  | Zilver    | 1e ronde: W van Hongarije: 43-42 halve finale: W van Cuba: 45-36 finale: V van Italië: 38-39 |
| Jean-Noël Ferrari                                                                          | floret (m)      | 4e        | 1e ronde: vrij 2e ronde: W van FRA Plumenail: 15-8 3e ronde: W van CUB Tucket: 15-13 kwartfinale: W van GER Breutner: 15-9 halve finale: V van GER Bißdorf: 7-15 bronzen finale: V van RUS Shevchenko: 14-15   |
| Brice Guyart                                                                               | floret (m)      | 17e       | 1e ronde: W van ARG Marchetti: 15-6 2e ronde: V van KOR Kim: 13-15 |
| Lionel Plumenail                                                                           | floret (m)      | 17e       | 1e ronde: W van EGY Tahoun: 15-9 2e ronde: V van FRA Ferrari: 8-15 |
| Jean-Noel Ferrari Brice Guyart Patrice Lhotellier Lionel Plumenail                         | floret team (m) | Goud      | 1e ronde: W van Cuba: 45-43 halve finale: W van Polen: 45-38 finale: W van China: 45-44 |
| Mathieu Gourdain                                                                           | sabel (m)       | Zilver    | 1e ronde: vrij 2e ronde: W van ESP Medina: 15-14 3e ronde: W van RUS Pozdnjakov: 15-11 kwartfinale: W van ROU Găureanu: 15-14 halve finale: W van HUN Ferjancsik: 15-12 finale: V van ROU Covaliu: 12-15       |
| Julien Pillet                                                                              | sabel (m)       | 9e        | 1e ronde: vrij 2e ronde: W van ESP Falcón: 15-12 3e ronde: V van ROU Găureanu: 10-15 |
| Damien Touya                                                                               | sabel (m)       | 5e        | 1e ronde: vrij 2e ronde: W van USA Smart: 15-8 3e ronde: W van GER Bauer: 15-12 kwartfinale: V van ROU Covaliu: 12-15                                                                                          |
| Mathieu Gourdain Julien Pillet Cédric Séguin Damien Touya                                  | sabel team (m)  | Zilver    | 1e ronde: W van Oekraïne: 45-31 halve finale: W van Duitsland: 45-44 finale: V van Rusland: 32-45 |
|                                                                                            |                 |           | |
| Valérie Barlois-Mevel-Leroux                                                               | degen (v)       | 5e        | 1e ronde: vrij 2e ronde: W van GER Nass: 15-12 3e ronde: W van FRA Tripathi: 15-8 kwartfinale: V van RUS Logunova: 10-15                                                                                       |
| Laura Flessel-Colovic                                                                      | degen (v)       | Brons     | 1e ronde: vrij 2e ronde: W van YUG Savić-Šotra: 15-9 3e ronde: W van AUT Rentmeister: 15-12 kwartfinale: W van ITA Zalaffi: 15-11 halve finale: V van HUN Nagy: 14-15 bronzen finale: W van RUS Logunova: 15-6 |
| Sangita Tripathi                                                                           | degen (v)       | 9e        | 1e ronde: vrij 2e ronde: W van CAN Schalm: 15-13 3e ronde: V van KOR Leroux: 8-15 |
| Valerie Barlois-Mevel-Leroux Laura Flessel-Colovic Sophie Moressée-Pichot Sangita Tripathi | degen team (v)  | 5e        | 1e ronde: V van China: 42-45 |
| Adeline Wuillème                                                                           | floret (v)      | 17e       | 1e ronde: vrij 2e ronde: V van ISR Ohayon: 10-15 |

### Schietsport
| Olympiër             | Onderdeel                  | Resultaat | Prestatie                                                                                 |
| -------------------- | -------------------------- | --------- | ----------------------------------------------------------------------------------------- |
| Jean-Pierre Amat     | 10m luchtgeweer (m)        | 18e       | kwalificatie: 18e met 588 punten (97-99-98-97-98-99)                                      |
| Franck Badiou        | 10m luchtgeweer (m)        | 31e       | kwalificatie: 31e met 586 punten (99-96-98-99-97-97)                                      |
| Jean-Pierre Amat     | 50m geweer 3 houdingen (m) | 22e       | kwalificatie: 22e met 1158 punten (399-372-387)                                           |
| Jean-Pierre Amat     | 50m geweer liggend (m)     | 22e       | kwalificatie: 30e met 591 punten (98-99-97-99-99-99)                                      |
| Philippe Joualin     | 50m geweer liggend (m)     | 8e        | kwalificatie: 8e met 596 punten (99-100-98-99-100-100) finale: 8e met 699,0 punten        |
| Franck Dumoulin      | 50m pistool (m)            | 12e       | kwalificatie: 12e met 553 punten (94-93-89-91-97-95)                                      |
| Stéphane Gagne       | 50m pistool (m)            | 26e       | kwalificatie: 26e met 549 punten (90-95-92-92-87-93)                                      |
| Franck Dumoulin      | 10m luchtpistool (m)       | Goud      | kwalificatie: 1e met 590 punten (99-98-99-99-98-97) (OR) finale: 1e met 688,9 punten (OR) |
| Stéphane Gagne       | 10m luchtpistool (m)       | 5e        | kwalificatie: 5e met 581 punten (97-97-95-97-98-97) finale: 5e met 682,0 punten           |
| Jean-François Dellac | skeet (m)                  | 35e       | kwalificatie: 35e met 117 punten (69-48)                                                  |
| Franck Durbesson     | skeet (m)                  | 9e        | kwalificatie: 9e met 122 punten (72-50)                                                   |
| Stéphane Clamens     | trap (m)                   | 30e       | kwalificatie: 30e met 107 punten (62-45)                                                  |
| Christophe Vicard    | trap (m)                   | 8e        | kwalificatie: 8e met 115 punten (68-47)                                                   |
| Jean-Paul Gros       | dubbeltrap (m)             | 14e       | kwalificatie: 14e met 131 punten (44-44-43)                                               |
|                      |                            |           |                                                                                           |
| Valérie Bellenoue    | 10m luchtgeweer (v)        | 20e       | kwalificatie: 20e met 391 punten (97-99-99-96)                                            |
| Valérie Bellenoue    | 50m geweer 3 houdingen (v) | 17e       | kwalificatie: 17e met 575 punten (194-192-189)                                            |
| Delphine Racinet     | trap (v)                   | Zilver    | kwalificatie: 4e met 67 punten (22-23-22) finale: 2e met 92 punten                        |

### Schoonspringen
| Olympiër                             | Onderdeel               | Resultaat | Prestatie                        |
| ------------------------------------ | ----------------------- | --------- | -------------------------------- |
| Frederic Pierre                      | 3m plank (m)            | 40e       | voorronde: 40e met 310,74 punten |
| Gilles Emptoz-Lacote                 | 10m toren (m)           | 20e       | voorronde: 20e met 377,20 punten |
| Frederic Pierre Gilles Emptoz-Lacote | 3m plank synchroon (m)  | 6e        | 310,08 punten                    |
| Frederic Pierre Gilles Emptoz-Lacote | 10m toren synchroon (m) | 8e        | 314,94 punten                    |
|                                      |                         |           |                                  |
| Julie Danaux                         | 3m plank (v)            | 36e       | voorronde: 36e met 219,87 punten |
| Sandra Ponthus                       | 3m plank (v)            | 23e       | voorronde: 23e met 242,79 punten |
| Odile Arboles-Souchon                | 10m toren (v)           | 23e       | voorronde: 23e met 260,25 punten |
| Claire Febvay                        | 10m toren (v)           | 35e       | voorronde: 35e met 222,81 punten |
| Odile Arboles-Souchon Claire Febvay  | 10m toren synchroon (v) | 7e        | 277,14 punten                    |

### Synchroonzwemmen
| Olympiër | Onderdeel | Resultaat | Prestatie                                                    |
| --- | --------- | --------- | ------------------------------------------------------------ |
| Virginie Dedieu Myriam Lignot                                                                                                 | Duet      | Brons     | voorronde: 3e met 33,997 punten finale: 3e met 97,434 punten |
| Cinthia Bouhier Virginie Dedieu Charlotte Fabre Myriam Glez Rachel Le Bozec Myriam Lignot Charlotte Massardier Magali Rathier | Team      | 4e        | 96,467 punten                                                |

### Taekwondo
| Olympiër       | Onderdeel | Resultaat | Prestatie |
| -------------- | --------- | --------- | --- |
| Pascal Gentil  | +80kg (m) | Brons     | 1e ronde: W van EGY Rashwan: 4-1 kwartfinale: W van CUB Saenz: knock-out halve finale: V van KOR Kim: 2-6 herkansingen: W van GBR Daley: 3-0 bronzen finale: W van KSA Al-Dosari: knock-out |
|                |           |           | |
| Myriam Baverel | +67kg (v) | 8e        | 1e ronde: W van MAS Yuen: 8-4 kwartfinale: V van VEN Carmona: 3-8 |

### Tafeltennis
| Olympiër                           | Onderdeel      | Resultaat | Prestatie |
| ---------------------------------- | -------------- | --------- | --- |
| Damien Eloi                        | enkelspel (m)  | 9e        | groepsfase: vrij 2e ronde: W van KOR Lee: 3-1 (21-14, 11-21, 21-6, 22-20) 3e ronde: V van CHN Liu: 2-3 (21-19, 21-12, 20-22, 9-21, 13-21) |
| Jean-Philippe Gatien               | enkelspel (m)  | 9e        | groepsfase: vrij 2e ronde: V van POL Blaszczyk: 0-3 (5-21, 17-21, 13-21) |
| Christophe Legout                  | enkelspel (m)  | 9e        | groepsfase: vrij 2e ronde: W van KOR Ryu: 3-2 (21-15, 21-23, 10-21, 25-23, 21-17) 3e ronde: V van BLR Samsonov: 0-3 (11-21, 17-21, 12-21) |
| Damien Eloi Christophe Legout      | dubbelspel (m) | 5e        | groep A: 1e W van CAN Huang/Liu: 1-2 W van ARG Song/Tabacknik: 2-0 2e ronde: W van SWE Persson/Waldner: 3-0 (21-18, 23-21, 21-18) kwartfinale: V van CHN Wang/Yan: 0-3 (6-21, 13-21, 19-21) |
| Patrick Chila Jean-Philippe Gatien | dubbelspel (m) | Brons     | groepsfase: vrij 2e ronde: W van SWE Hakansson/Karlsson: 3-1 (21-17, 10-21, 21-11, 21-18) kwartfinale: W van AUT Jindrak/Schlager: 3-2 (15-21, 19-21, 21-19, 21-17, 22-20) halve finale: V van CHN Kong/Liu: 1-3 (12-21, 24-22, 10-21, 10-21) bronzen finale: W van KOR Lee/Ryu: 3-1 (22-20, 21-23, 22-20, 21-10) |
|                                    |                |           | |
| Anne Boileau                       | enkelspel (v)  | 17e       | groep L: 1e W van BLR Pavlovich: 3-0 W van IND Ghatak: 3-0 2e ronde: V van ROU Steff: 0-3 (15-21, 12-21, 18-21) |

### Tennis
| Olympiër                             | Onderdeel      | Resultaat | Prestatie |
| ------------------------------------ | -------------- | --------- | --- |
| Arnaud Clément                       | enkelspel (m)  | 17e       | 1e ronde: W van GBR Rusedski: 6-2, 6-3 2e ronde: V van ESP Corretja: 7-6, 4-6, 4-6 |
| Arnaud Di Pasquale                   | enkelspel (m)  | Brons     | 1e ronde: W van GER Kiefer: 6-4, 6-3 2e ronde: W van BLR Voltsjkov: 6-2, 6-2 3e ronde: W van SWE Norman: 7-6, 7-6 kwartfinale: W van ESP Ferrero: 6-2, 6-1 halve finale: V van RUS Kafelnikov: 4-6, 4-6 bronzen finale: W van SUI Federer: 7-6, 6-7, 6-3 |
| Nicolas Escudé                       | enkelspel (m)  | 33e       | 1e ronde: V van ARG Chela: 7-6, 5-7, 1-6 |
| Fabrice Santoro                      | enkelspel (m)  | 9e        | 1e ronde: W van RUS Safin: 1-6, 6-1, 6-4 2e ronde: W van ESP Vicente: 6-1, 6-7, 7-5 3e ronde: V van MAR Alami: 2-6, 7-5, 4-6 |
| Arnaud Clément Nicolas Escudé        | dubbelspel (m) | 17e       | 1e ronde: W van YUG Vemic/Zimonjic: 6-2, 6-2 2e ronde: V van BLR Mirni/Voltsjkov: 4-6, 6-7 |
|                                      |                |           | |
| Nathalie Dechy                       | enkelspel (v)  | 9e        | 1e ronde: W van ESP Serna: 6-1, 6-2 2e ronde: W van AUS Pratt: 6-3, 6-1 3e ronde: V van USA Seles: 2-6, 3-6 |
| Julie Halard-Decugis                 | enkelspel (v)  | 9e        | 1e ronde: W van ITA Garbin: 6-4, 6-2 2e ronde: W van CZE Bedáňová: 6-3, 6-4 3e ronde: V van AUT Schett: 6-2, 2-6, 1-6 |
| Amélie Mauresmo                      | enkelspel (v)  | 33e       | 1e ronde: V van COL Zuluaga: 3-6, 6-3, 2-6 |
| Julie Halard-Decugis Amélie Mauresmo | dubbelspel (v) | 5e        | 1e ronde: vrij 2e ronde: W van UKR Tatarkova/Zaporozjanova: 6-2, 6-4 kwartfinale: V van USA S Williams/V Williams: 3-6, 2-6 |

### Triatlon
| Olympiër                   | Onderdeel | Resultaat | Prestatie  |
| -------------------------- | --------- | --------- | ---------- |
| Stéphan Bignet             | mannen    | 31e       | 1:51.12,15 |
| Carl Blasco                | mannen    | 19e       | 1:50.18,02 |
| Olivier Marceau            | mannen    | 7e        | 1:49.18.03 |
|                            |           |           |            |
| Christine Hocq             | vrouwen   | 8e        | 2:03.01,90 |
| Béatrice Mouthon           | vrouwen   | 35e       | 2:11.08,08 |
| Isabelle Mouthon-Michellys | vrouwen   | 7e        | 2:02.53.41 |

### Wielersport
| Olympiër                                                    | Onderdeel                     | Resultaat | Prestatie |
| Baan                                                        | Baan                          | Baan      | Baan |
| ----------------------------------------------------------- | ----------------------------- | --------- | --- |
| Laurent Gané                                                | sprint (m)                    | 4e        | kwalificatie: 2e in 10,243 1e ronde: W van CUB Herrera: 11,054 2e ronde: W van GBR MacLean: 11,049 kwartfinale: W van AUS Eadie: 2-0 halve finale: V van FRA Rousseau: 0-2 bronzen finale: V van GER Fiedler |
| Florian Rousseau                                            | sprint (m)                    | Zilver    | kwalificatie: 3e in 10,277 1e ronde: W van GRE Angelidis: 10,865 2e ronde: W van USA Arrue: 10,906 kwartfinale: W van ESP Villaneueva: 2-0 halve finale: W van FRA Gané: 2-0 finale: V van USA Nothstein     |
| Laurent Gané Florian Rousseau Arnaud Tournant               | teamsprint (m)                | Goud      | kwalificatie: 1e in 44,425 1e ronde: W van Duitsland: 44,302 finale: W van Groot-Brittannië: 44,233 |
| Philippe Gaumont                                            | individuele achtervolging (m) | 5e        | kwalificatie: 5e in 4.22,142 |
| Cyril Bos Philippe Ermenault Francis Moreau Jérôme Neuville | ploegenachtervolging (m)      | 5e        | kwalificatie: 3e in 4.05,155 1e ronde: W van Nieuw-Zeeland: 4.05,224 halve finale: V van Duitsland: 4.11,549 bronzen finale: V van Groot-Brittannië: 4.05,991                                                |
| Arnaud Tournant                                             | tijdrit (m)                   | 5e        | 1.03,023 |
| Frédéric Magné                                              | keirin (m)                    | 6e        | 1e ronde serie 3: 2e 2e ronde serie 2: 3e finale: 6e |
| Florian Rousseau                                            | keirin (m)                    | Goud      | 1e ronde serie 2: 5e herkansingen: 2e 2e ronde serie 1: 3e finale: 1e |
| Christophe Capelle                                          | puntenkoers (m)               | 19e       | 2 punten |
| Christophe Capelle Robert Sassone                           | ploegkoers (m)                | 10e       | 5 punten |
|                                                             |                               |           | |
| Félicia Ballanger                                           | sprint (v)                    | Goud      | kwalificatie: 1e in 11,262 1e ronde: W van FIN Kasslin: 12,257 kwartfinale: W van USA Lindenmuth: 2-0 halve finale: W van AUS Ferris: 2-0 finale: W van RUS Grishina                                         |
| Marion Clignet                                              | individuele achtervolging (v) | Zilver    | kwalificatie: 2e in 3.34,636 halve finale: W van GBR McGregor: 3.36,244 finale: V van NED van Moorsel: 3.38,751                                                                                              |
| Félicia Ballanger                                           | tijdrit (v)                   | Goud      | 34,140 (OR) |
| Magali Faure-Humbert                                        | tijdrit (v)                   | 11e       | 35,766 |
| Marion Clignet                                              | puntenkoers (v)               | 6e        | 11 punten |
| Mountainbike                                                |                               |           | |
| Ludovic Dubau                                               | mannen                        | 18e       | 2:16.48 |
| Christophe Dupouey                                          | mannen                        | DNF       | niet gefinisht |
| Miguel Martinez                                             | mannen                        | Goud      | 2:09.02 |
|                                                             |                               |           | |
| Laurence Leboucher                                          | vrouwen                       | 18e       | 2:00.38 |
| Sophie Villeneuve                                           | vrouwen                       | 23e       | 2:02.31 |
| Weg                                                         |                               |           | |
| Laurent Jalabert                                            | tijdrit (m)                   | 5e        | 58.44 |
| Christophe Moreau                                           | tijdrit (m)                   | 13e       | 59.37 |
| Laurent Brochard                                            | wegwedstrijd (m)              | 45e       | 5:30.46 |
| Christophe Capelle                                          | wegwedstrijd (m)              | DNF       | niet gefinisht |
| Laurent Jalabert                                            | wegwedstrijd (m)              | 5e        | 5:30.34 |
| Christophe Moreau                                           | wegwedstrijd (m)              | 62e       | 5:30.46 |
| Richard Virenque                                            | wegwedstrijd (m)              | 63e       | 5:30.46 |
|                                                             |                               |           | |
| Jeannie Longo-Ciprelli                                      | tijdrit (v)                   | Brons     | 42.52 |
| Catherine Marsal                                            | tijdrit (v)                   | 13e       | 44.27 |
| Jeannie Longo-Ciprelli                                      | wegwedstrijd (m)              | 26e       | 3:06.37 |
| Magali le Floc'h                                            | wegwedstrijd (m)              | 6e        | 3:06.31 |
| Catherine Marsal                                            | wegwedstrijd (m)              | 39e       | 3:11.04 |

### Worstelen
| Olympiër       | Onderdeel      | Resultaat      | Prestatie                                                          |
| Grieks-Romeins | Grieks-Romeins | Grieks-Romeins | Grieks-Romeins                                                     |
| -------------- | -------------- | -------------- | ------------------------------------------------------------------ |
| Djamal Ainaoui | -58kg (m)      | 12e            | groep 4: 2e V van CHN Sheng: 0-1 W van UKR Stepanyan: 7-6          |
| Ghani Yalouz   | -69kg (m)      | 11e            | groep 4: 2e W van HUN Hirbik: 5-4 V van EST Nikitin: 8-11          |
| Yvon Riemer    | -76kg (m)      | 15e            | groep 2: 3e V van FIN Yli-Hannuksela: 1-4 V van KAZ Baiseitov: 2-4 |

### Zeilen
| Olympiër                                         | Onderdeel   | Resultaat | Prestatie                                            |
| ------------------------------------------------ | ----------- | --------- | ---------------------------------------------------- |
| Alexandre Guyader                                | mistral (m) | 12e       | 100 punten: (22-4-28-6-4-15-5-11-9-26-24)            |
|                                                  |             |           |                                                      |
| Lise Vidal                                       | mistral (v) | 9e        | 75 punten: (7-6-9-25-3-DSQ-10-8-21-6-5)              |
|                                                  |             |           |                                                      |
| Xavier Rohart                                    | finn        | 5e        | 55 punten: (11-11-4-3-1-9-6-13-17-5-5)               |
| Tanguy Cariou Gildas Philippe                    | 470         | 14e       | 111 punten: (10-2-5-16-30-23-2-22-17-18-19)          |
| Dimitri Deruelle Philippe Gasparini              | 49er        | 14e       | 146 punten: (17-10-12-7-7-9-6-10-14-12-15-10-DNF-16) |
| Pierre Pennec Yann Guichard                      | tornado     | 4e        | 43 punten: (4-8-13-2-5-3-3-9-4-6-8)                  |
| Philippe Presti Pascal Rambeau Jean-Marie Dauris | soling      | 10e       |                                                      |

### Zwemmen
| Olympiër                                                       | Onderdeel             | Resultaat | Prestatie                                                                                 |
| -------------------------------------------------------------- | --------------------- | --------- | ----------------------------------------------------------------------------------------- |
| Romain Barnier                                                 | 50m vrije slag (m)    | DNS       | serie 9: niet gestart                                                                     |
| Romain Barnier                                                 | 100m vrije slag (m)   | 22e       | serie 8: 7e met 50,32                                                                     |
| Nicolas Rostoucher                                             | 400m vrije slag (m)   | 12e       | serie 6: 4e in 3.51,80 (NR)                                                               |
| Nicolas Rostoucher                                             | 1500m vrije slag (m)  | 11e       | serie 6: 5e met 15.13,26                                                                  |
| Simon Dufour                                                   | 100m rugslag (m)      | 12e       | serie 4: 1e in 56,01 halve finale 2: 8e in 55,79                                          |
| Simon Dufour                                                   | 200m rugslag (m)      | 17e       | serie 5: 6e met 2.01,09                                                                   |
| Hugues Duboscq                                                 | 100m schoolslag (m)   | 16e       | serie 7: 5e in 1.02,40 halve finale 1: 8e in 1.02,89                                      |
| Yohann Bernard                                                 | 200m schoolslag (m)   | 7e        | serie 6: 5e in 2.15,35 halve finale 1: 3e in 2.13,48 finale: 7e in 2.13,31                |
| Stéphan Perrot                                                 | 200m schoolslag (m)   | 12e       | serie 7: 3e in 2.14,79 halve finale 1: 7e in 2.14,59                                      |
| Franck Esposito                                                | 100m vlinderslag (m)  | 10e       | serie 8: 3e in 53,54 halve finale 2: 7e in 53,38                                          |
| Franck Esposito                                                | 200m vlinderslag (m)  | 8e        | serie 5: 3e met 1.57,97 halve finale: 4e met 1.57,04 finale: 8e in 1.58,39                |
| Xavier Marchand                                                | 200m wisselslag (m)   | 7e        | serie 6: 4e in 2.02,86 halve finale 1: 4e in 2.01,81 finale: 7e in 2.02,23                |
| Johann Le Bihan                                                | 400m wisselslag (m)   | 7e        | serie 4: 5e in 4.20,96                                                                    |
| Romain Barnier Frédérick Bousquet Nicolas Kintz Hugo Viart     | 4x100m vrije slag (m) | 7e        | serie 2: 4e in 3.20,19 finale: 7e in 3.21,00                                              |
| Frédérick Bousquet Hugues Duboscq Simon Dufour Franck Esposito | 4x100m wisselslag (m) | 7e        | serie 1: 2e in 3.40,31 finale: 7e in 3.40,02                                              |
|                                                                |                       |           |                                                                                           |
| Solenne Figuès                                                 | 200m vrije slag (v)   | 20e       | serie 4: 8e in 2.01,46                                                                    |
| Laetitia Choux                                                 | 400m vrije slag (v)   | 14e       | serie 2: 1e in 4.13,09                                                                    |
| Roxana Maracineanu                                             | 100m rugslag (v)      | 4e        | serie 4: 1e in 1.01,66 (NR) halve finale 2: 4e in 1.01,61 (NR) finale: 4e in 1.01,10 (NR) |
| Roxana Maracineanu                                             | 200m rugslag (v)      | Zilver    | serie 5: 1e in 2.11,01 (NR) halve finale 1: 1e in 2.11,93 finale: 2e in 2.10,25 (NR)      |
| Karine Bremond                                                 | 200m schoolslag (v)   | 9e        | serie 4: 2e in 2.27,13 (NR) halve finale 1: 4e in 2.27,86                                 |
| Cécile Jeanson                                                 | 100m vlinderslag (v)  | 14e       | serie 6: 6e in 59,96 halve finale 1: 7e in 59,80                                          |
| Cécile Jeanson                                                 | 200m vlinderslag (v)  | 13e       | serie 2: 1e in 2.10,78 (NR) halve finale 2: 7e met 2.10,78 (NR)                           |
| Alicia Bozon Laetitia Choux Solenne Figuès Katarin Quelennec   | 4x200m vrije slag (v) | 8e        | serie 1: 2e in 8.07,03 finale: 8e in 8.05,99                                              |